# Iwona Zygmunt
Iwona Zygmunt (ur. 12 sierpnia 1976) – polska wioślarka, wicemistrzyni świata (2000).

## Kariera sportowa
Była zawodniczką KKW-ZNTK Bydgoszcz, następnie RTW Bydgostii.
W 1994 zajęła 10. miejsce (4 m. w finale B) na mistrzostwach świata juniorów w czwórce podwójnej. Startowała na mistrzostwach świata seniorek w 1997 (8 m. (2 m. w finale B) w czwórce podwójnej), 1998 (5 m. w czwórce podwójnej), 1999 (12 m. (6 m. w finale B) w czwórce podwójnej), a swój największy sukces odniosła w 2000, zdobywając wicemistrzostwo świata w czwórce bez sternika (z Honoratą Motylewską, Iwoną Tybinkowską i Anetą Bełką), Następnie startowała jeszcze na mistrzostwach świata w 2001 (8 m. (2 m. w finale B) w dwójce bez sternika).
Po zakończeniu kariery sportowej rozpoczęła pracę jako policjantka, startuje w zawodach w wioślarstwie morskim.